# Opsilia schurmanni
Opsilia schurmanni là một loài bọ cánh cứng trong họ Cerambycidae.